# Колочеп
Ко́лочеп (хорв. Koločep) — остров в хорватской части Адриатического моря, один из Элафитских островов, третий по величине остров архипелага. Относится к Дубровницко-Неретванской жупании Хорватии. Находится в пяти километрах к северо-западу от порта «Груж» и в километре от ближайшей точки на материке.

## География

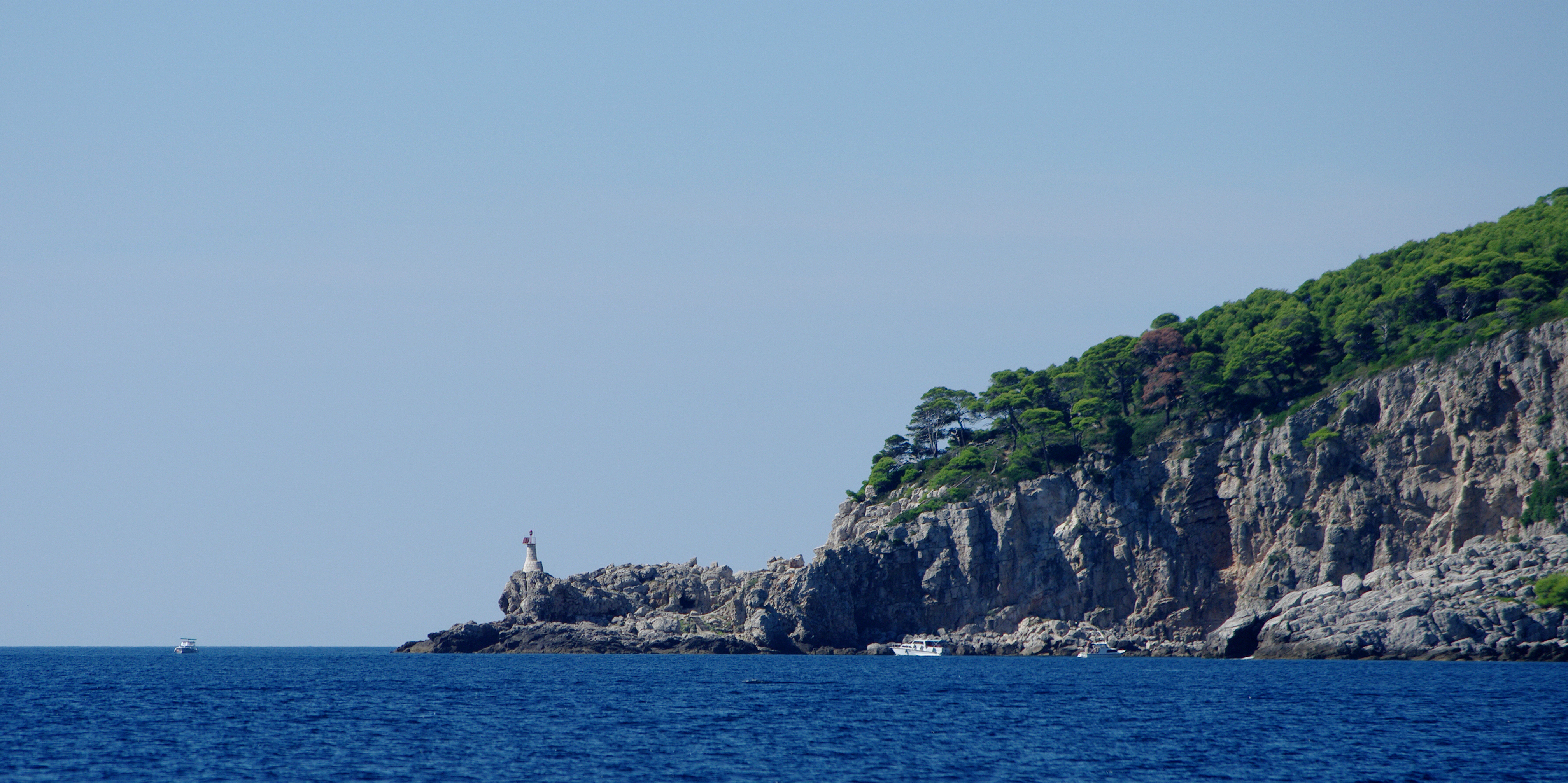
Южный мыс острова Колочеп с маяком

Площадь острова — 2,44 км², длина береговой линии — 12,87.
Остров окружают чистые воды, в которых обитают лобстеры, что является отличительной особенностью острова.
На острове произрастают хвойные и оливковые деревья.

## Климат
Более 250 дней в году на Колочепе являются солнечными. Климат острова — средиземноморский. Благодаря малой площади и сильно изрезанной береговой линии мягкий климат острова полностью определяется влиянием Адриатического моря. Среднемесячная температура зимой составляет более 10 °C, а летом не превышает 27 °C.

## История
На острове обнаружены археологические артефакты, относящиеся к Древней Греции, Риму, Наполеоновской эпохе. На этом маленьком острове обнаружено семь церквей, относящихся к эпохе средневековой Хорватии IX—XI веков.
С Колочепа были родом два члена экипажа корабля «Санта Мария» Христофора Колумба.
Во времена Дубровницкой республики Колочеп был важным кораблестроительным пунктом.

## Население
Колочеп является самым южным населённым островом Хорватии. На острове два населённых пункта с общим населением 150 жителей.